# Hase will baden
Hase will baden (schwedischer Originaltitel Kanin-bad) ist ein wortloses Kinderbuch der schwedischen Kinderbuchautorin und -illustratorin Lena Anderson aus dem Jahr 1986. Die deutsche Erstausgabe erschien 1988 beim Carlsen Verlag.

## Inhalt
Ein Kind kommt von draußen aus der Kälte ins Haus und entledigt sich nach und nach aller seiner Kleidungsstücke. Dabei wird es von einem Hasen unterstützt, der ihm – ähnlich einem geduldigen Elternteil – Handschuhe, Mütze, Stiefel, Hose, Jacke etc. abnimmt. Am Ende der Geschichte eilt das Kind mit einer Gummiente ins Badezimmer und Kind und Hase genießen zufrieden ein gemeinsames Bad.

## Besonderheiten
Die Geschichte wird ausschließlich mit Bildern erzählt und ist komplett textfrei. Auf der linken Hälfte einer Doppelseite sieht man jeweils, was das Kind gerade auszieht, auf der rechten Hälfte ist das entsprechende Kleidungsstück groß abgebildet.

## Rezeption
Ulla Rhedin schreibt in ihrer Rezension: „Anderson zählt zu jenen schwedischen Autoren, die frischen Wind in die Bilderbuchgattung bringen. Ihre Hase-Reihe erweitert die klassische Wort-Bild-Kombination um lebendige, ausdrucksstarke Erzählungen. So fördert sie eine Unterhaltung, die über das einfache Benennen von Gegenständen hinausgeht und regt zum spielerischen Lernen an, das für Kinder so wichtig ist.“ Denise Krell schreibt in ihrer Rezension über die beiden Bücher Hase will baden und Bunny Surprise: „Wie bei Andersons anderen Hase-Geschichten handelt es sich um handgroße, wortlose Bücher mit zarten Bleistiftskizzen, die mit leuchtenden Pastellfarben aquarelliert sind. Jede der malerischen, an Beatrix Potter erinnernden Illustrationen zeigt einen Jungen oder einen Jungen und einen Hasen sowie die Gegenstände, mit denen sie interagieren. Jedes neue Objekt, das auf der linken Seite abgebildet ist, wird auf der rechten Seite hervorgehoben.“

## Referenzen
Hase will baden ist  in dem literarischen Nachschlagewerk 1001 Kinder- und Jugendbücher – Lies uns, bevor Du erwachsen bist! für die Altersstufe 0–3 Jahre enthalten.

## Ausgaben
- Kanin-bad. Rabén & Sjögren, Schweden 1986 (schwedisch, librarything.com).
- Hase will baden. Carlsen, 1988.